# Міжнародна школа Моне
Міжнародна школа Моне́ (англ. Monnet International School) — перший у Польщі комплекс приватних міжнародних навчальних закладів, у яких процес навчання та виховання повністю охоплений програмами «IB World School» (укр. «Світової школи міжнародного бакалаврату») від дитячого садочка і до випускних класів.

## Коротка історія
Приватний ліцей № 32 ім. Жана Моне був заснований 1992 року. Для надання можливості випускникам здобувати вищу освіту  в найкращих університетах світу у ліцеї було запроваджено освітню програму «IB World School» (укр. «Світової школи міжнародного бакалаврату») і 7 листопада 2003 року ліцей успішно пройшов процедуру акредитації програми, орієнтованої на учнів старших класів — «Diploma Programme» (укр. Програму для здобуття диплома) власником та розробником цієї програми, некомерційним освітнім фондом «International Baccalaureate®».
Приватна гімназія № 33 була заснована 2000-го, і першою із Варшавських гімназій розпочала запроваджувати освітню програму «IB World School» (укр. «Світової школи міжнародного бакалаврату»). 21 червня 2011 року гімназія та програма «Middle Years Programme» (укр. Програма середніх років) успішно пройшли процедуру акредитації власником та розробником цієї програми — некомерційним освітнім фондом «International Baccalaureate®». Після завершення навчання учні гімназії отримують базовий рівень знань і сертифікат про базову загальну освіту, необхідні для продовження навчання у ліцеї для здобуття диплому Міжнародного бакалаврату про повну загальну середню освіту.
Приватна початкова школа № 95 розпочала свою роботу як польська двомовна приватна школа із поглибленим вивченням англійської та інших мов у 2006/2007. Школа від моменту створення розпочала запроваджувати освітню програму «IB World School» (укр. «Світової школи міжнародного бакалаврату») «Primary Years Programme» (укр. Програма ранніх років) і, акредитувавши цю програму 8 грудня, вже наступного року увійшла до комплексу приватних шкіл «Monnet International School».
Міжнародний дошкільний заклад ім. Ведмедика Паддінгтона існує з 1986. Із червня 2006 року, разом із Приватною початковою школою № 95 було розпочато впровадження у виховний процес «Програми ранніх років» (англ. «Primary Years Programme») «Світової школи міжнародного бакалаврату» (англ. « IB World School»). 8 грудня, одночасно із Приватною початковою школою № 95, дитячий садочок також успішно пройшов процедуру акредитації і увійшов до комплексу навчальних закладів «Monnet International School». Дитячий садочок двомовний – виховання та підготовка до навчання проводиться двома мовами – англійською та польською. Садочок забезпечує активний і креативний розвиток дитини із знайомством та вивченням англійської, польської, лічби, письма, математики та підготовку до процесу систематичного навчання в школі за двомовною навчальною програмою міжнародного бакалаврату. Директор Ганна Бушкевич-Піскорська.

## Опис
Комплекс виховних та навчальних закладів надає можливість поетапного опанування його вихованцям і учням освітніх програм міжнародного бакалаврату на трьох стадіях. Учні міжнародної школи Моне по закінченню одного навчального закладу переходять до іншого, маючи можливість завершити освіту і отримати диплом міжнародного зразка, який приймається і визнається вищими навчальними закладами практично у всьому світі.

## Освітні програми
Освітні програми охоплюють процес навчання і виховання учнів від 3 до 19 років і включають:
- «Primary Years Programme» (укр. Програма ранніх років) — програма початкової освіти, орієнтована на вихованців дитячого садочка і учнів початкових класів — до 5 класу включно;
- «Middle Years Programme» (укр. Програма середніх років) — програма базової середньої освіти, орієнтована на учнів гімназії — від 6 по 10 класи;
- «Diploma Programme» (укр. Програма для здобуття диплома) — програма повної загальної середньої освіти, орієнтована на учнів ліцею — 11, 12 класи).

### Програма ранніх років
«PYP» забезпечує активний і креативний розвиток дитини на двох етапах:
- активний і креативний розвиток дитини та можливість отримання повної дошкільної освіти високого рівня;
- можливість отримання повної початкової освіти на рівні вимог міжнародного бакалаврату і забезпечення бази для подальшого навчання за програмою середніх років.

На першому етапі вихованці дитячого садочка отримують двомовну дошкільну освіту. У процесі виховання і навчання до кожної дитини застосовується персональний підхід з тим, щоб забезпечити їй максимально можливий емоційний та психологічний комфорт та надати можливість реалізувати власний творчий потенціал. Навчальні плани та методологія навчання створюють умови для розвитку інтелектуальних здібностей, комунікативних якостей, навичок культури поведінки, фізичної, психологічної та мотиваційної готовності дитини до навчання в школі із максимально можливим застосуванням заохочувальних моментів для перетворення процесу навчання у цікаву і захоплюючу гру. 
Над другому етапі програма надає можливість отримати двомовну початкову освіту високого рівня та виховує майбутнього «громадянина світу». Ключовими моментами є основні шість засад:
- ким ми є;
- наше місце у часі та у просторі;
- як людина реалізує себе у суспільстві;
- як влаштований світ;
- як влаштовані суспільства;
- ресурси планети, співіснування із світом тварин і рослин та відповідальність за долю планети.

### Програма середніх років
«MYP» призначена для отримання базових знань, необхідних для продовження навчання для здобуття ib-диплома і передбачає вивчення вісім груп навчальних дисциплін:
- польська мова;
- англійська (французька іспанська) мова;
- історія та географія;
- біологія, хімія та фізика;
- математика;
- інформатика та техніка;
- мистецтво;
- фізичне виховання.

Програма розрахована на учнів 1-3 класів гімназії та 1 класу ліцею. 
Для кожної з дисциплін розроблені чотири основні групи критеріїв оцінювання A, B, C та D. За першою групою оцінюється рівень знань та розумінь, за другою – рівень умінь та здатності застосування знань і умінь для досліджень та/або вирішення практичних задач, за третьою – творчість мислення і здатність аналізування отриманих результатів, за четвертою – критичне мислення, здатність самооцінки і здатність оцінювати значення отриманих результатів. За кожною із груп критеріїв учень може отримати від 0 до 8-ми балів. Таким чином, оцінювання знань та умінь учнів з кожної дисципліни проводиться за 32-бальною шкалою.

### Програма для здобуття диплома
«DP» призначена для можливості здобуття ib-диплома і передбачає вивчення шести груп навчальних дисциплін:
- Група 1. Мови та література. Включає два курси:
  - Польська А: література;
  - Англійська А: мова та література.

Іноземні учні також мають можливість вивчати свої рідні мови.
- Група 2. Друга іноземна мова. Включає чотири курси:
  - Англійська;
  - Іспанська;
  - Французька;
  - Німецька.
- Група 3. Суспільствознавство. Включає п’ять курсів:
  - бізнес та управління;
  - економіка;
  - географія;
  - історія;
  - психологія;
- Група 4. Природничі науки. Включає три курси:
  - біологія;
  - фізика;
  - хімія.
- Група 5. Математика. Включає три курси:
  - базовий стандартний рівень;
  - стандартний рівень;
  - вищий рівень.
- Група 6. Мистецтво. Включає один курс:
  - образотворче мистецтво.

Для можливості здобути ib-диплом учень повинен опанувати принаймні по одному курсу із кожної з груп. Учень може обирати конкретні курси в залежності від того, яку професію планує опановувати і від того, які саме курси потрібні для прийому у конкретні навчальні заклади, де планується здобувати вищу освіту. При цьому, допускається замість курсу з шостої групи додатково обрати будь-який з курсів, що входять до 1-5 груп.

## Мовні програми
Мовами викладання є польська та англійська. Практично усі викладачі є носіями мови.
Окрім цього, учнів залучають і до вивчення їх рідних мов. Школа також надає можливість вивчати вже звичні для міжнародних шкіл мови — французьку, іспанську, німецьку, китайську та ін.
Особливістю школи є те, що учні також мають змогу вивчати і українську як у обсязі необов'язкового курсу, так і з можливістю складання іспитів за вимогами програми «IB Diploma Programme» на рівні «UKRAINI A LIT».